# Nuno Álvares Pereira

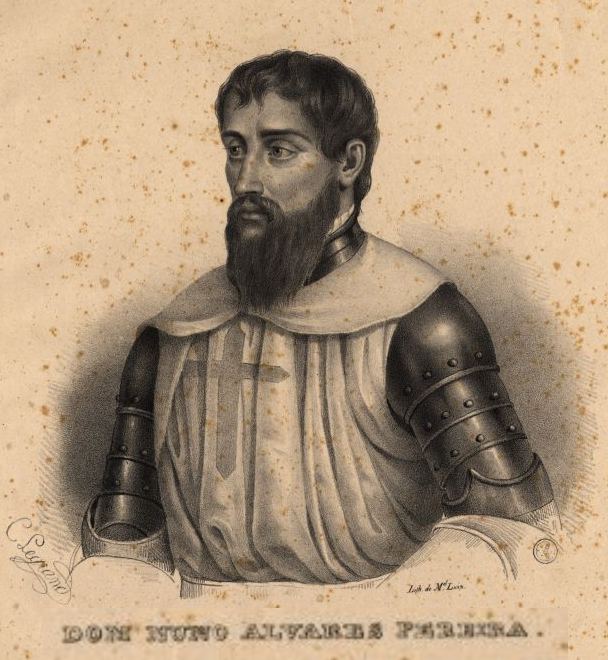
Dom Nuno Álvares Pereira

Nuno Álvares Pereira (auch bekannt als Heiliger Nuno de Santa Maria) (* 24. Juni 1360 in Cernache do Bonjardim, Portugal; † 1. November 1431 in Lissabon) war ein portugiesischer Heerführer. Als Sohn des Priors Álvaro Gonçalves Pereira und seiner Frau Iria Gonçalves do Carvalhal entstammte er einer Adelsfamilie und schlug eine militärische Laufbahn ein. Im Alter von 23 Jahren erhielt er den Oberbefehl über die portugiesische Streitmacht. Durch sein strategisches Genie hatte er entscheidenden Anteil an der Abwehr der kastilischen Ansprüche auf das junge Portugal und am Aufstieg des Hauses Avis. 1423, nach dem Tode seiner Frau, zog er sich als karmelitischer Ordensbruder aus dem öffentlichen Leben zurück. Im Jahr 2009 wurde er von der katholischen Kirche heiliggesprochen.

## Geschichte

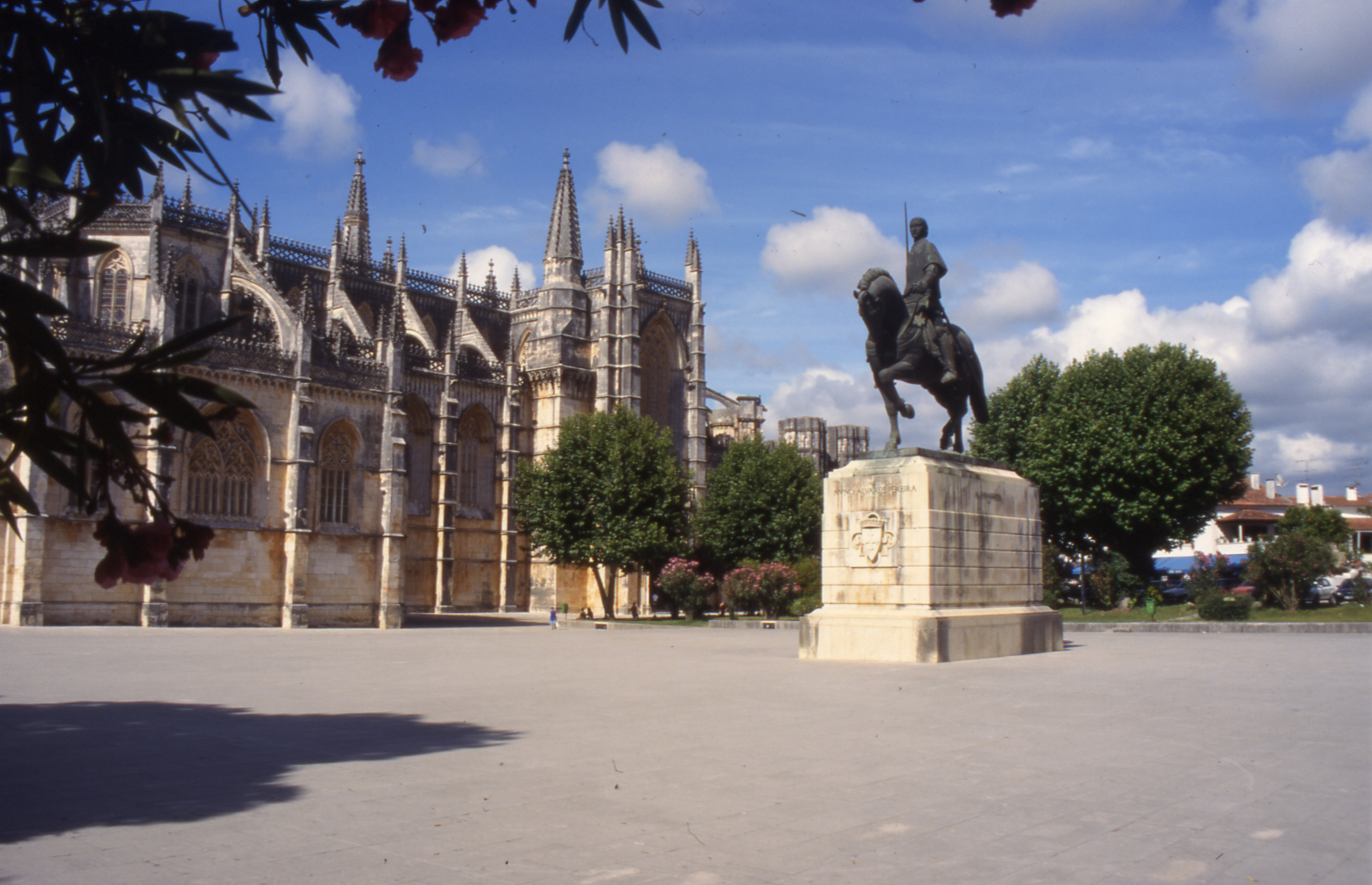
Nuno Álvares Pereira als Reiterstatue neben dem Mosteiro da Batalha

Nach der Revolution von 1383 befand sich Portugal in einer schwierigen Auseinandersetzung mit dem benachbarten Königreich von Kastilien. In Portugal war mit König Ferdinand I. der letzte Herrscher aus der Dynastie der Burgunder ohne männlichen Erben verstorben. Über Ferdinands Tochter, die mit König Johann I. von Kastilien verheiratet war, hätte Portugal eigentlich als Erbschaft an die kastilische Krone fallen sollen. Dagegen revoltierte die portugiesische Bevölkerung. Johann von Avis, ein nichtehelicher Halbbruder Ferdinands, setzte sich an die Spitze des Aufstandes. Als Kastilien mit einer großen Streitmacht nach Portugal einfällt, erklärt ihn die Cortes, das portugiesische Adelsparlament, zum „Verteidiger des Vaterlandes“. Nuno Álvares Pereira stand als Heerführer loyal auf der Seite Johanns von Avis. Er wird als ebenso fromm wie als begnadeter Stratege und Taktiker beschrieben. 1385 kam es  zur Entscheidung, als die kastilischen und portugiesischen Heere in der Schlacht von Aljubarrota aufeinander trafen. Dabei waren die Kastilier den Portugiesen zahlenmäßig überlegen und besser bewaffnet. Trotzdem gelang es den Portugiesen, einen überwältigenden Sieg zu erringen, was besonders dem strategischen Genie des Nuno Álvares Pereira zugeschrieben wird.

Das Wappen des Nuno Álvares Pereira

Mit diesem Sieg waren die kastilischen Ansprüche auf Portugal dauerhaft abgewehrt. Johann von Avis wurde von den Cortes zum König ausgerufen, als Johann I. von Portugal und begründete so die zweite portugiesische Dynastie, das Haus Avis. Nuno Álvares Pereira wurde zum Nationalhelden, der dankbare König überhäufte ihn mit Ehren und materiellem Besitz. Über die Hochzeit von Nunos Erbtochter Beatriz mit Alfons von Braganza, unehelicher Sohn von Johann I., fiel dieser Besitz später zum großen Teil an die Familie Braganza und bildete die Basis für den Aufstieg der Familie zur bedeutendsten Adelsfamilie Portugals. Somit kann er als der Begründer des Hauses Braganza gelten, das im Jahre 1640 den portugiesischen Thron bestieg.
Einem Gelübde folgend gründete Nuno Álvares Pereira das Karmelitenkloster Convento do Carmo, dessen Ruine heute eine Sehenswürdigkeit der portugiesischen Hauptstadt ist. Erst im Alter von 62 Jahren, nach dem Tod seiner Frau, trat er in das von ihm gestiftete Kloster ein, wo er auf eigenen Wunsch die niedrigsten Dienste verrichtete und sich selbst fortan Nuno de Santa Maria nannte.
Im Zentrum seiner Spiritualität stand eine besonders innige Verehrung der Jungfrau und Gottesmutter Maria. Als Nuno Álvares Pereira 1431 im Rufe der Heiligkeit starb, nahm der gesamte königliche Hof an seiner Beisetzungsfeier teil. Bestattet wurde er in dem von ihm gestifteten Kloster. Bald nach seinem Tod setzte ein reger Pilgerstrom zu seinem Grab ein, wo die Menschen seine Fürsprache in ihren Nöten anriefen. Es entstanden zahlreiche Lieder, die die Tugenden des „Santo Condestável“ (Heiliger Marschall) priesen.
Wegen seiner großen Frömmigkeit wurde Nuno Álvares Pereira 1918 von der katholischen Kirche seliggesprochen. Am 26. April 2009 wurde Nuno Álvares Pereira durch Papst Benedikt XVI. heiliggesprochen. In Portugal wird sein Gedenktag am 6. November begangen.

## Nachkommenschaft
Seine Frau Leonor de Alvim gebar ihm eine Tochter namens Beatriz, die den ersten Herzog von Bragança, Alfons, heiratete.

## Nachwirkung
In Portugals Nationalepos, Die Lusiaden, nennt Luís de Camões Nuno Álvares Pereira allein 14 Mal als den Heiligen Nuno.
Der deutsche Schriftsteller Reinhold Schneider hat Nuno Álvares Pereira in seinem Roman Die silberne Ampel (Köln-Olten 1956) ein literarisches Denkmal gesetzt.
Die älteste Missionsschule im heutigen Osttimor ist das Colégio Nuno Álvares Pereira in Soibada.